# مجزرة سوق الأحد في حلب
مجزرة سوق الأحد بحلب حدثت هذه المجزرة في مدينة حلب السورية بتاريخ 1980/07/13 م في عهد الرئيس حافظ الأسد، حيث هاجمت عشرون سيارة عسكرية محملة بالعناصر (سوق الأحد) المزدحم بالناس البسطاء من عمال وفلاحين ونساء وأطفال، يؤمون هذا السوق الشعبي الواقع في منطقة شعبية في مدينة حلب، من أجل ابتياع ما يحتاجون إليه من الباعة المتجولين على عرباتهم وبسطاتهم. وأخذت تلك العناصر المسلحة تطلق النار عشوائياً على الناس، فسقط منهم /192/ مئة واثنان وتسعون قتيلاً وجريحاً.